# Prócida
Prócida (em italiano: Procida) é uma comuna italiana da região da Campania, província de Nápoles, com cerca de 10 635 habitantes. Estende-se por uma área de 4,1 km² (densidade: 2 593,9 hab./km²). O território municipal compreende inteiramente a superfície das ilhas de Prócida (3,7 km²) e Vivara (0,4 km²), ambas situadas  no Golfo de Nápoles e parte integrante do conjunto denominado ilhas Flégreas. Prócida encontra-se a apenas 3,4 km do continuente (Canal de Prócida) e è conectada por uma pequena piccolo ponte à vizinha ilha de Vivara.

## Demografia
| Variação demográfica do município entre 1861 e 2011                               |
|                                                                                   |
| Fonte: Istituto Nazionale di Statistica (ISTAT) - Elaboração gráfica da Wikipedia |